# Savenca
Il Savenca è un torrente del Piemonte, affluente in destra idrografica del Chiusella. Il suo corso si sviluppa interamente nel territorio della Provincia di Torino; il perimetro del suo bacino è 29 km.

## Percorso

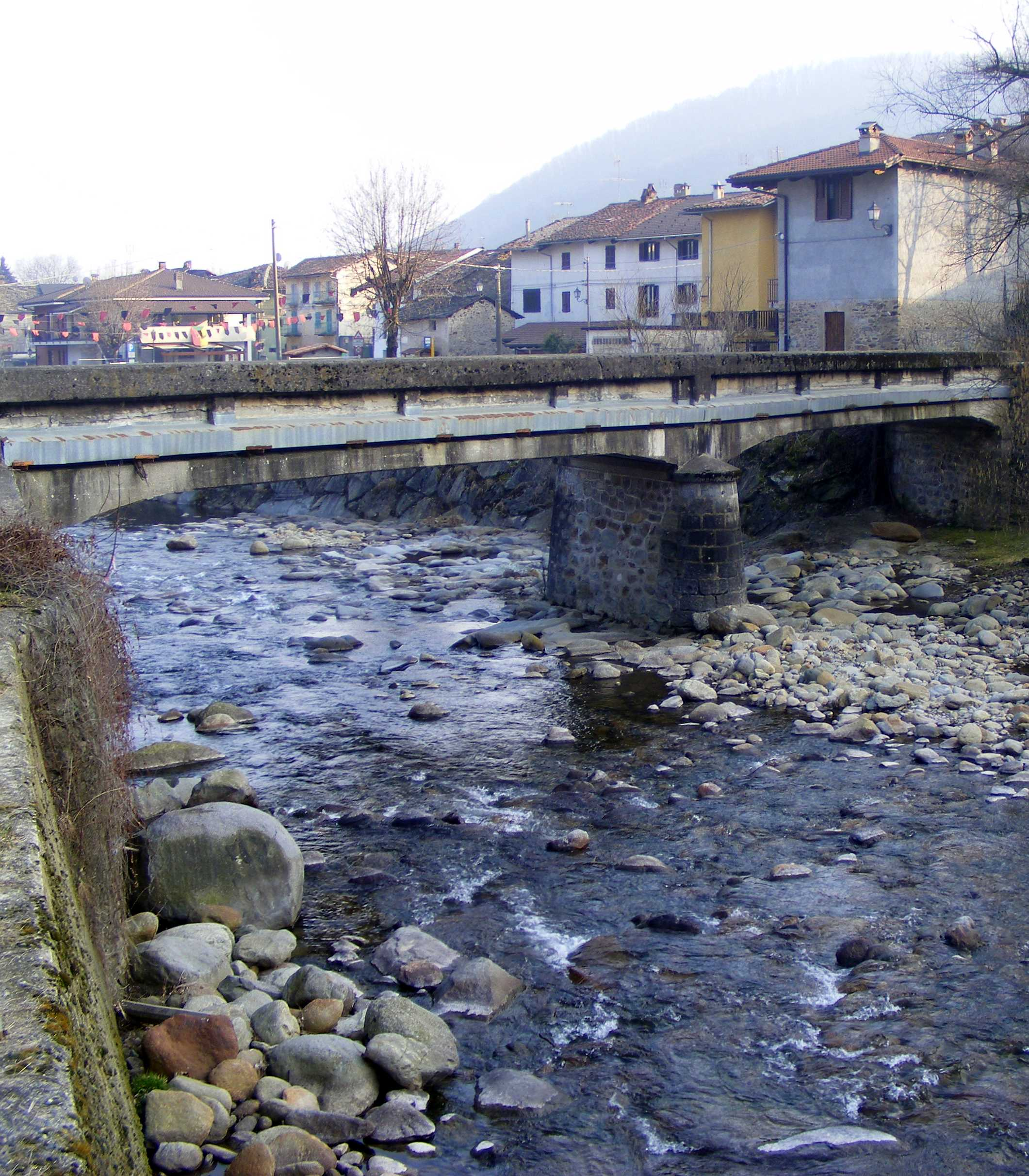
Il ponte sul Savenca a nord di Issiglio

Nasce in comune di Castelnuovo Nigra nella conca compresa tra la Cima di Pal (2949 m), la Costa Bordevolo e la Cima la Rubbia (2426 m). Orientato in modo abbastanza uniforme per tutto il suo corso da nord-ovest verso sud-est bagna l'omonima breve vallata alpina facendo per un buon tratto da confine tra il comune di Castelnuovo Nigra e le frazioni montane di Castellamonte, Lugnacco e Vistrorio. Poco a valle di un piccolo santuario dedicato a Santa Maria Maddalena lambisce il territorio comunale di Rueglio e infine, transitato a nord-est del capoluogo di Issiglio, si getta nel Chiusella a quota 466 m, al confine tra Issiglio e Vistrorio.

## Principali affluenti
- In sinistra idrografica:
  - Rio Saler: scende in direzione sud dal Monte Lion (2010 m) e si getta nel Savenca a quota 1100;
  - Rio della Crocetta: con percorso parallelo al Rio Saler raggiunge il Savenca a quota 887 m a valle del santuario di Santa Maria Maddalena;
  - Rio Porragli: raccoglie le acque che scendono dal versante sud-est della Cima Bossola (1510 m) e si getta nel Savenca poco prima di Issiglio.
- In destra idrografica:
  - Torrente Auri: drena il versante meridionale del Monte Calvo (1359 m), a nord di Castelnuovo Nigra, e va a raggiungere il Savenca nei pressi delle omonime Cascine Auri.

## Cartografia
- Dora Baltea Canavesana, Valchiusella, Valle Sacra; carta dei sentieri 1:25.000, L'Escursionista & Monti editori